# Castelo Auldhame

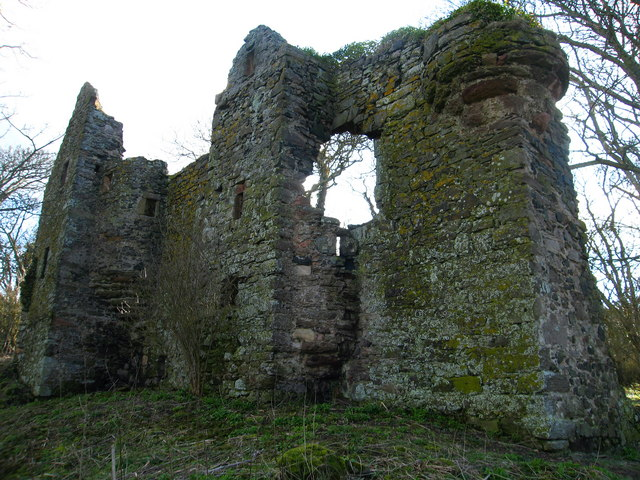
Ruínas do Castelo Auldhame

O Castelo Auldhame é uma torre medieval de planta em L em ruínas situada num cume acima da praia de Seacliff, cerca de 3 milhas a leste de North Berwick em East Lothian, e a menos de meia milha do Castelo de Tantallon . O castelo foi construído no século 16, provavelmente por Adam Otterburn de Reidhall, Lord Provost de Edimburgo . É constituído por um bloco principal de três pisos com uma torre de escadas saliente. Parte de um porão abobadado permanece, mas a maioria dos andares superiores já não existe.
Diz-se que um dos três supostos cadáveres de São Baldred de Tyninghame foi enterrado no local em 756. Um cemitério num campo adjacente foi escavado em 2008, e os restos de pelo menos 326 esqueletos individuais foram observados, além das fundações de uma provável capela com uma data estimada do século IX (com base em comparações com estruturas semelhantes).